# Le Beau Mariage
Le Beau Mariage (br: Um Casamento Perfeito) é um filme francês dirigido por Eric Rohmer, lançado em 1982.

## Elenco
- Béatrice Romand - Sabine
- Andre Dussollier - Edmond
- Féodor Atkine - Simon
- Arielle Dombasle - Clarisse
- Huguette Faget - Maryse, o antiquário
- Thamila Mezbah - Mãe de Sabine
- Sophie Renoir - Lise
- Hervé Duhamel - Frederick
- Pascal Greggory - Nicolas
- Virginie Thevenet - a noiva
- Denise Bailly - Condessa
- Vincent Gauthier - Claude
- Anne Mercier - Secretária
- Catherine Rethi - o cliente
- Patrick Lambert - o viajante